# Trineo aerotractor

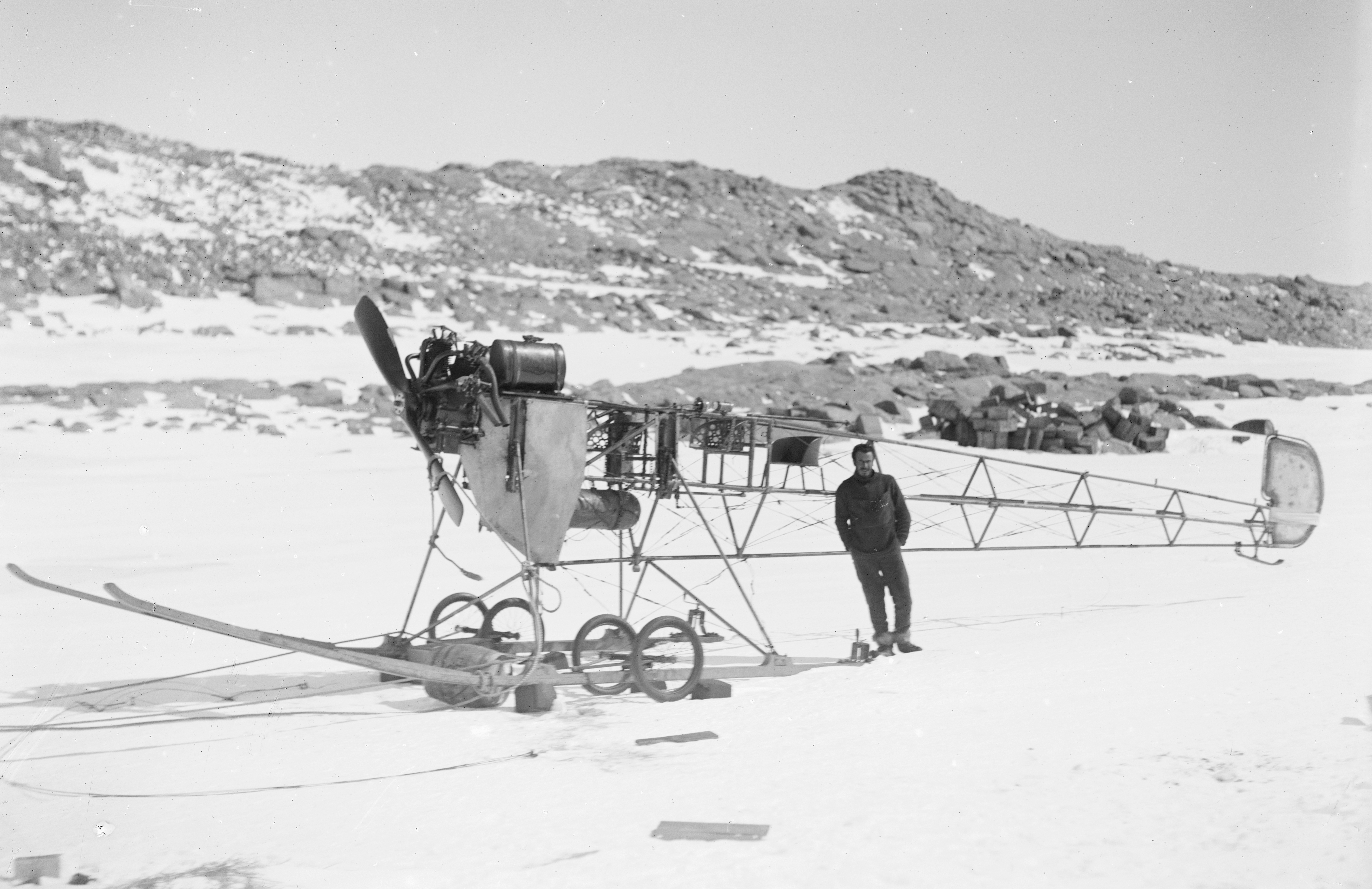
El Trineo Aerotractor en 1912.

El trineo aerotractor (air-tractor sledge) fue un avión modificado utilizado en la Expedición Antártica Australiana (1911-1914) y el primer avión llevado a la Antártida. El líder de la expedición, Douglas Mawson, había planificado usar un monoplano Vickers R.E.P. para reconocimiento, búsqueda y rescate, además de generar publicidad, pero este se estrelló durante un vuelo de pruebas en Adelaida, Australia, sólo dos meses antes de la fecha de partida.  Aun así, el avión fue llevado al sur con la expedición, después de haberle quitado las alas y la cubierta metálica del fuselaje, transformándolo en un remolcador de trineos. El aparato fue probado por primera vez el 15 de noviembre de 1912 y fue útil en la construcción de cabañas para los grupos de trineo en verano, pero su uso durante la expedición fue mínimo.
Al cabo de poco tiempo de operación, las gélidas condiciones de la Antártida causaron atascos en los pistones y el aparato fue abandonado en Cabo Denison en 1913. El año 2008, un equipo de la Mawson's Huts Foundation inició la búsqueda de los restos del aerotractor, encontrando un asiento en 2009, y fragmentos del fuselaje posterior en 2010. Después de realizar exhaustivas investigaciones con sofisticados equipos, los resultados indicaron que el aerotractor, o partes de él, aún se encontraba enterrado bajo 3 metros de hielo en el lugar donde fue abandonado.

## Antecedentes
Douglas Mawson había acompañado anteriormente a la Expedición Nimrod de Ernest Shackleton (1907-09), junto a Edgeworth David y Alistair Mackay, la primera en alcanzar el Polo Sur Magnético con trineos tirados por hombres. Al volver de la Antártida, se reintegró a su puesto como profesor de geología en la Universidad de Adelaida. A pesar de una oferta de Robert Falcon Scott para integrarse a la Expedición Terra Nova a fin de alcanzar el Polo Sur Geográfico, Mawson comenzó a planificar su propia expedición antártica. El plan de Mawson, que resultó en la Expedición Antártica Australiana, concebía tres bases de operación en el continente antártico, explorando conjuntamente gran parte de la costa directamente al sur de Australia.  Mawson contactó con Shackleton, que no sólo estuvo de acuerdo con su plan, sino que también estuvo dispuesto a liderar la expedición.  Aunque Shackleton se retiró de la expedición en diciembre de 1910, continuó apoyando a Mawson con publicidad y recaudación de fondos.

### Compra

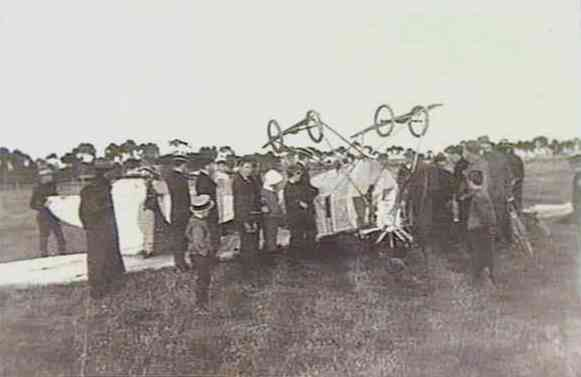
Los restos del avión después del accidente en Cheltenham Racecourse en Adelaida.

Mawson viajó a Gran Bretaña a principios de 1911 para recaudar fondos, contratar miembros para su expedición, y comprar equipamiento. Contempló llevar un avión a la Antártida, que podría servir como instrumento de reconocimiento, mover cargamentos y ayudar en búsqueda y rescate.  Especialmente, dado que ningún avión había sido llevado a Antártida aún, también podría serle útil para dar publicidad de la expedición. En duda respecto del tipo de avión que debía llevar, pero considerando un Blériot XI, Mawson le mencionó sus planes a la esposa de Scott, Kathleen Scott, una entusiasta de los aeroplanos. Ella le recomendó llevar un monoplano, y refirió su interés al teniente Hugh Evelyn Watkins del Regimiento Essex. Watkins tenía conexiones con la empresa de barcos y aeroplanos Vickers, que había entrado recientemente en un acuerdo de licenciamiento para construir y vender aeroplanos en Gran Bretaña, desarrollados por el francés Robert Esnault-Pelterie. En una carta a Mawson el 18 de mayo, Kathleen escribió:

Creo que puedo ayudarte con los aeroplanos. Pienso que puedes conseguir algo bastante mejor que un Blériot... Vickers ha comprado una máquina que es mucho más estable, pesada y sólida, y puede transportar mayor peso. Su coste es de 1000 libras, pero pienso que se podría obtener por 700 libras o menos... Conozco a una persona que antes sólo había volado biplanos que lo voló y permaneció en el aire por treinta minutos, dando fe de su estabilidad... Si crees que vale la pena considerarlo, puedo presentarte al sujeto la semana que viene; él puede mostrarte el avión y llevarte en un vuelo.

Siguiendo el consejo de Kathleen Scott, Mawson compró un monoplano tipo Vickers R.E.P., uno de los ocho que habían sido construidos a la fecha. El avión tenía un motor R.E.P de cinco cilindros y 45 kW (60 hp), y una autonomía máxima de 480 km a una velocidad crucero de 89 km/h. Su envergadura era de 14 metros y su longitud 11 metros. El piloto usaba una palanca de mando para el cabeceo y guiñada, con control lateral por medio de la deformación alar. Eligió una versión de dos tripulantes en tándem, con un tren de aterrizaje de esquís adicional. La cuenta total, con fecha 17 de agosto de 1911, fue de 955 libras, 4 chelines y 8 peniques. Mawson contrató a Watkins para pilotar el avión, y a Frank Bickerton para acompañarlos como ingeniero. Después de que Vickers probara el avión en Dartford y Brooklands, P&O envió el avión a Adelaida en el barco a vapor Macedonia, a la mitad de la tarifa de transporte habitual.

### Accidente
Se planificaron una serie de demostraciones públicas en Australia para ayudar a recaudar fondos, la primera de las cuales fue programada para el 5 de octubre de 1911 en el hipódromo Cheltenham en Adelaida.  Durante un vuelo de pruebas el día previo, un exceso de presión en el depósito de combustible causó una ruptura, casi cegando a Watkins. Una vez resuelto el problema, Watkins llevó a Frank Wild (a quien Mawson había contratado para dirigir un base de apoyo durante la expedición) en otro vuelo de pruebas la mañana de la demostración. En el relato dirigido al Departamento de Aviación de Vickers, Watson escribió: 

Estábamos a unos 60 metros de altura. Entré en una vibración violenta, y luego caí en un pozo de aire, que me hizo descender unos 30 metros; me enderecé, y entonces caí en otro pozo, casi en vacío. Eso nos remató. Nos estrellamos contra el suelo con un terrible choque; ambas alas fueron dañadas, un cilindro se rompió, el morro se dobló hacia arriba, la cola se partió al medio, etc.

Aunque ambos hombres sólo sufrieron heridas leves, el avión quedó demasiado averiado como para repararlo. Mawson decidió entonces aprovecharlo convirtiéndolo en un trineo motorizado. Le instaló los esquíes y para reducir el peso eliminó las alas y gran parte del revestimiento. En su relato oficial de la expedición, La Casa de la Ventisca (The Home of the Blizzard, en inglés), Mawson explica que las ventajas esperadas de ese trineo aerotractor eran «velocidad, control de dirección y una relativa seguridad sobre las [Grieta|grietas]], debido al largo de los esquíes». Como ya no requería un aviador, y creyéndolo culpable del accidente, Mawson despidió a Watkins.
El trineo aerotractor fue llevado a Hobart, donde se estaba cargando el barco de la expedición, el SY Aurora. El trineo fue asegurado a bordo en una caja forrada con estaño (que pesaba mucho más que el propio trineo) sobre dos rieles para botes en el castillo de proa. Como combustible para el trineo, así como para la lancha motora y los equipos de radiocomunicación, se transportaron 18 000 litros de bencina y 5900 litros de queroseno. Con la carga completa, el Aurora zarpó de Hobart el 2 de diciembre de 1911.

## En la Antártida

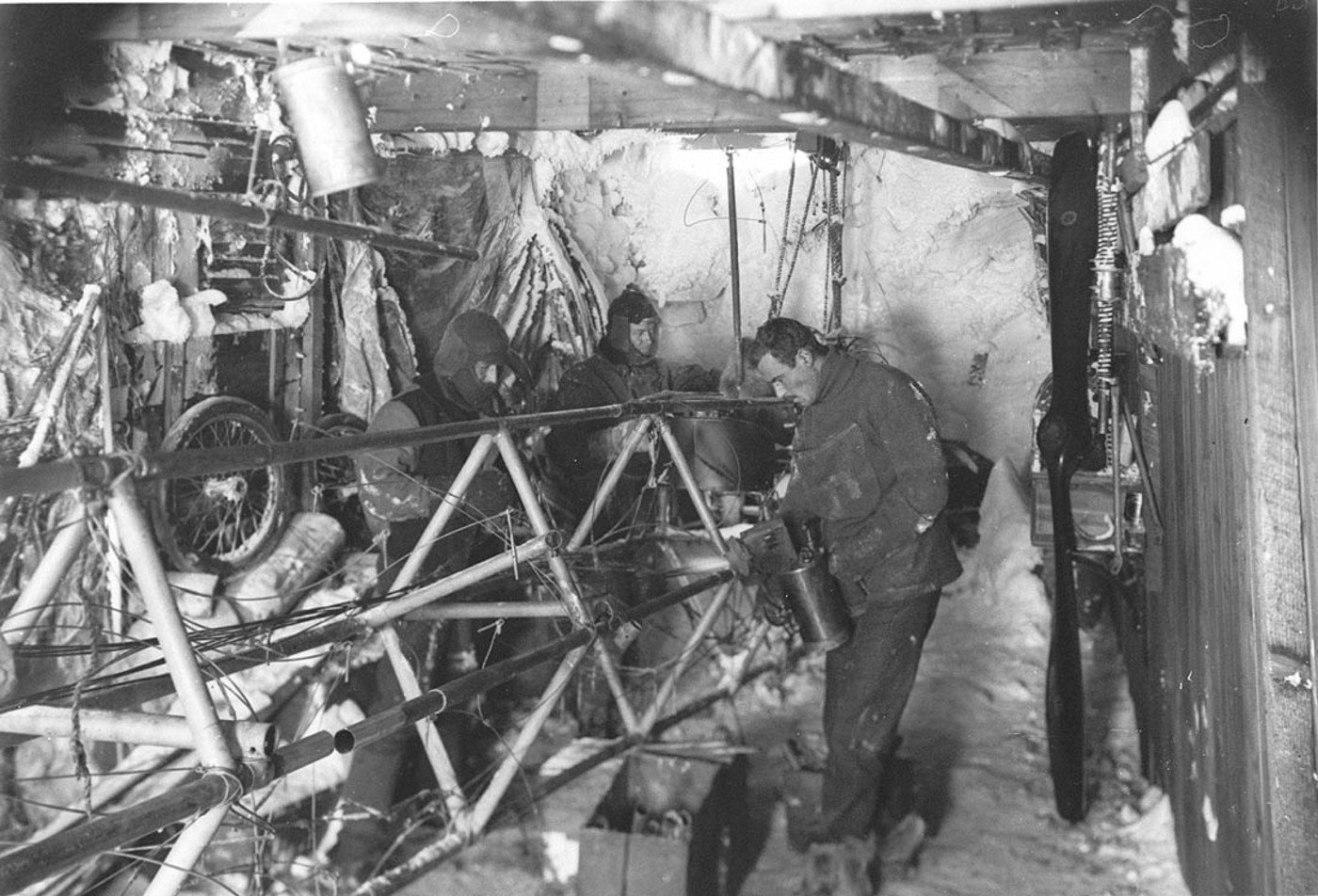
Bob Bage, Belgrave Edward Sutton Ninnis y Frank Bickerton trabajan en el trineo aerotractor en su hangar.

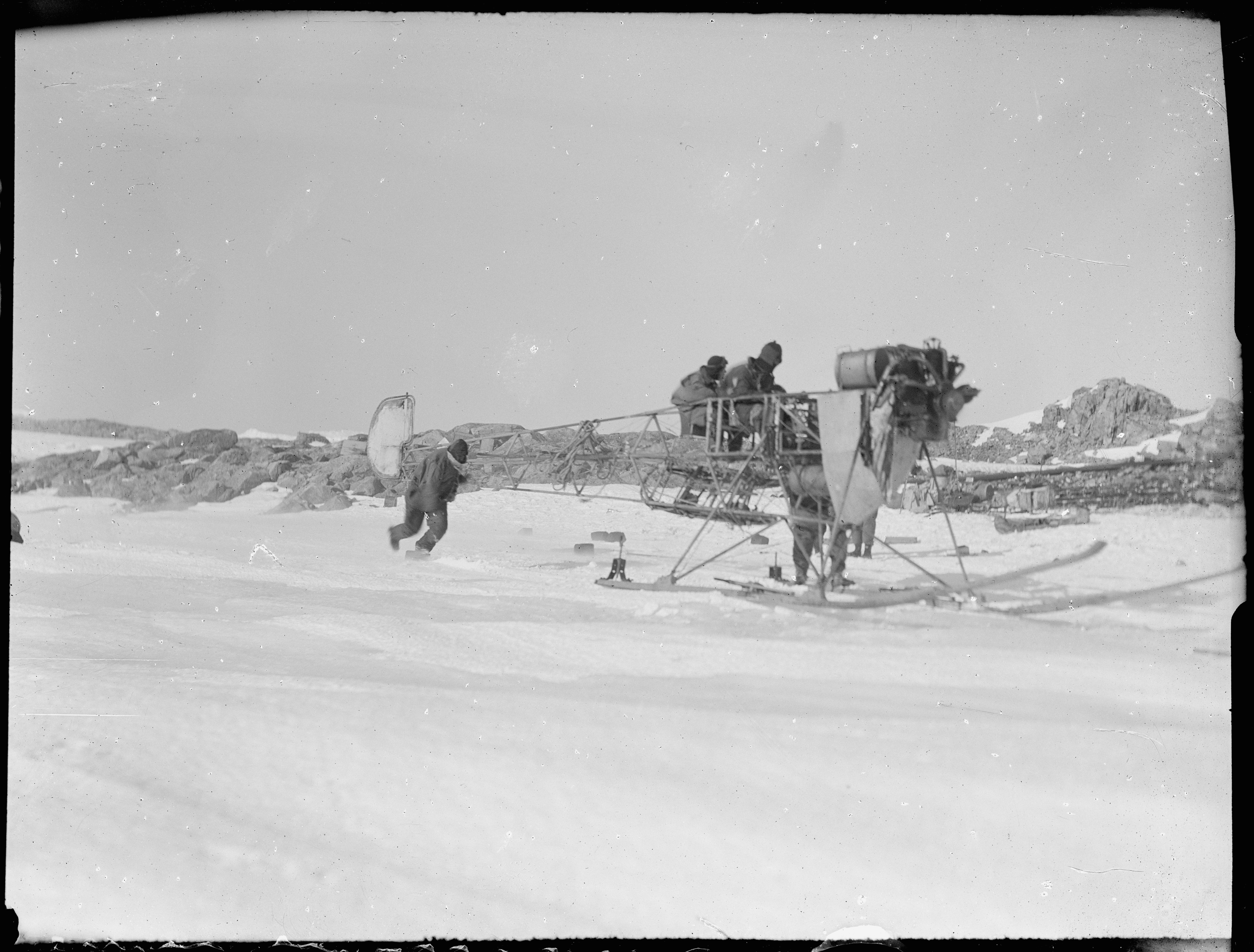
El trineo aerotractor en movimiento.

El Aurora arribó al continente antártico el 8 de enero de 1912, después de una parada de dos semanas en la Isla Macquarie para instalar una estación repetidora y una base de investigación. La base central de la expedición fue construida en Tierra Adelia, en el cabo Denison, en la bahía de la Commonwealth. Mientras se descargaba el Aurora, un violento torbellino levantó la tapa de 140 kg de la caja del trineo aerotractor, arrojándola a unos 46 metros. La cabaña principal fue construida inmediatamente, pero la construcción del hangar para el trineo aerotractor tuvo que ser pospuesta hasta marzo debido a los fuertes ventarrones. Una vez que amainó el viento, se edificó un hangar de 3x11 m próximo a la cabaña principal, reutilizando material de las cajas de embalaje.
El ingeniero Frank Bickerton comenzó a trabajar en el trineo aerotractor el 14 de abril de 1912. Su primera tarea fue reparar el trineo, que había sido dañado a bordo cuando una tormenta azotó el barco. Una enorme ola golpeó la caja del trineo, hundiendo el fuselaje como 1 metro a un costado. Con el arreglo terminado, Bickerton empezó el trabajo principal de convertir el avión en un trineo. Fabricó frenos con un par de taladros geológicos, y un sistema de dirección con el tren de aterrizaje. Pintó de negro el motor y el depósito de combustible para absorber más calor y protegerlos del frío. Para junio, el motor ya funcionaba correctamente, y durante una pausa en los vientos a principios de septiembre instaló los esquíes. Finalmente, levantó el fuselaje como un metro y medio desde el suelo para permitir que la hélice girara libremente.
El 27 de octubre de 1912, Mawson definió el programa de los grupos de trineo de verano. Siete grupos saldrían de cabo Denison, explorando la costa y el interior de Tierra Adelia y el territorio vecino, la Tierra de Jorge V. Necesitarían volver a la base antes del 15 de enero, momento en que zarparía el Aurora; de partir después correría el riesgo de quedar atrapado por el hielo. Bickerton guiaría un grupo usando el trineo aerotractor para arrastrar otros cuatro trineos y explorar la costa al oeste de la cabaña. La mayoría de los grupos salió en noviembre, pero el grupo de Bickerton se demoró hasta diciembre, esperando evitar los feroces vientos de invierno. Los trabajos en el trineo aerotractor se habían retrasado debido a los fuertes vientos y la primera prueba tuvo lugar el 15 de noviembre entre la base principal y la Cueva de Aladino, un almacén instalado en la meseta sobre el cabo Denison, alcanzando una velocidad de 32 km/h al recorrer los 8 km.  Muy pronto, el trineo comenzó a cargar provisiones por la pendiente, instalando almacenes para los grupos de trineo de verano.

### Averiado
El grupo occidental salió de cabo Denison el 3 de diciembre de 1912. Acompañando a Bickerton se encontraban el cartógrafo Alfred Hodgeman y el cirujano Leslie Whetter. El trineo aerotractor avanzó lentamente arrastrando su tren de trineos, cuando a unos 16 km de la base el motor empezó a tener dificultades. Bickerton lo apagó y los tres levantaron campamento. A las 4 de la mañana el grupo partió nuevamente, pero el motor siguió con problemas; un cilindro eyectó aceite y la falta de compresión en el mismo hizo que Bickerton sospechara que la razón del fallo era un anillo de pistón quebrado.
El grupo continuó sin el trineo aerotractor, arrastrando a mano el resto de los trineos hasta un punto a 254 km al oeste de cabo Denison, y regresó a la base el 18 de enero de 1913. El grupo oriental de Mawson (Far Eastern Party) no volvió, y seis hombres, incluyendo Bickerton, permanecieron allí durante otro invierno. El 8 de febrero, apenas algunas horas después de que el Aurora zarpara de la Bahía de la Commonwealth después de haber esperado durante tres semanas, Mawson regresó a duras penas a la base; sus compañeros Belgrave Edward Sutton Ninnis y Xavier Mertz habían muerto. Mientras Mawson se recuperaba, Bickerton arrastró el trineo aerotractor de vuelta a la base para intentar identificar la razón de su fracaso. Descubrió que el frío intenso había congelado el aceite del motor, atascando los pistones.  El trineo fue abandonado en Boat Harbour, al lado de la base. Cuando el Aurora volvió a cabo Denison por última vez el 13 de diciembre de 1913, solo llevó de vuelta a Australia el motor y la hélice.

## Intentos de rescate

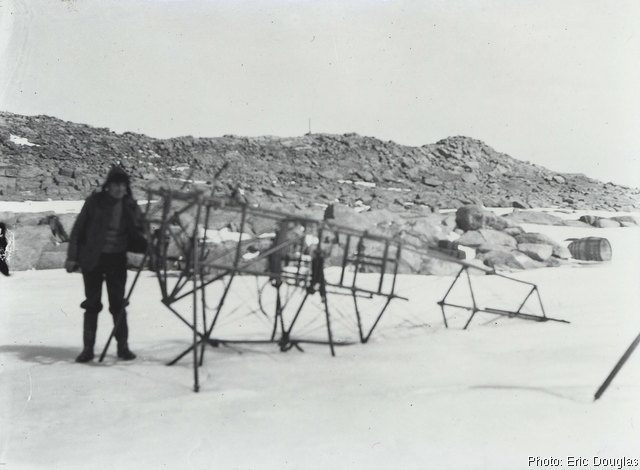
El armazón del trine aerotractor en 1931.

La cuenta del avión permaneció impagada. En 1914, la empresa Vickers se lo hizo notar a Mawson, que aparentemente había olvidado la deuda pendiente. Mawson escribió al director de Vickers, Sir Trevor Dawson, en noviembre de 1916, pidiendo que la empresa condonase la cuenta como una donación. Dado que Vickers se encontraba en buena situación gracias a los contratos de armamento, Dawson accedió. La siguiente expedición que llevó un avión a la Antártida fue la Expedición Quest de Ernest Shackleton (1921-22), pero el Avro Baby no pudo despegar debido a piezas faltantes. No fue hasta noviembre de 1916 que un avión voló sobre la Antártida, cuando Hubert Wilkins y Carl Ben Eielson volaron durante 20 minutos alrededor de la Isla Decepción, un año antes de que el Almirante Richard Evelyn Byrd volara por primera vez sobre el Polo Sur.
El armazón del trineo permaneció en el hielo en Boat Harbour donde Bickerton lo dejó. La última expedición al cabo Denison que lo vio fue en 1976; la expedición siguiente, en 1981, no pudo encontrarlo. El hielo en esa ubicación no se mueve, por lo que se supuso que el armazón se había hundido bajo el hielo, y era posible que aún se encontrase allí.
En 2007, un equipo de la Mawson's Huts Foundation inició la búsqueda de los restos del avión. Usando fotografías de 1913, 1931 y 1976, se pudo deducir la distancia entre el armazón y objetos lejanos, lo que ubicó el armazón en una pequeña área de hielo a unos 50 metros de la cabaña. Comparaciones con una fotografía de 1931 por Frank Hurley confirmaron esa ubicación.
El verano siguiente (2008-2009), el equipo estudió la zona donde se creía que estaba el trineo, usando un georradar. Se cavó una zanja de tres metros de profundidad en un área prometedora, pero no se encontró nada excepto restos de algas, indicando que el hielo superficial se había derretido en el pasado. Registros de temperatura de la cercana estación Dumont d'Urville mostraron que existieron periodos, de unas seis semanas cada uno, de temperaturas superiores al promedio en 1976 y 1981, sugiriendo que el hielo alrededor del puerto podría haberse derretido. El Doctor Chris Henderson, líder del equipo, creía que el armazón se hundió en el lugar hasta la superficie de piedra, tres metros por debajo de la superficie actual del hielo.
En la temporada siguiente (2009-2010) se realizaron búsquedas más exhaustivas utilizando GPS diferencial, batimetría, barrenos de hielo, un magnetómetro y un detector de metales (cuyo sensor fue introducido en los sondajes del barreno). El hielo mostró señales de haberse derretido bastante en el pasado; tenía tres metros de espesor y cubría piedra lisa que se extendía hacia el norte para transformarse en el fondo de la bahía. Un examen visual del fondo de la bahía durante las investigaciones de batimetría no reveló ningún fragmento del armazón en los primeros 30 metros de la misma. Los hallazgos más relevantes de las investigaciones del hielo fueron una lectura positiva del detector de metales, junto a un eco importante del georradar, ambos en la reducida zona donde se suponía que estaba el armazón.
Partes del trineo ya han sido rescatadas: la División Antártica Australiana tiene una rueda del armazón y su timón de hielo (ambos encontrados en el puerto). En enero de 2009, los restos de una silla del trineo fueron encontrados en las rocas cerca de la cabaña, a unos 200 metros de donde el equipo cree que el armazón está enterrado. El 1 de enero de 2010, un día de marea excepcionalmente baja, se encontraron 4 pequeñas piezas de tapa de la última parte de la cola en el borde de la bahía. La cola y una sección del fuselaje habían sido retirados del resto del trineo antes de que lo abandonaron en 1913, por lo que este descubrimiento no reveló mucho sobre la ubicación del armazón, pero sí sugiere que el armazón, o partes de él, puede sobrevivir por casi 100 años en este medio ambiente.
El equipo volvió a cabo Denison en el verano de 2010-2011, pero el accidente de un helicóptero francés cerca de la estación Dumont d'Urville en octubre de 2010 obligó el despliegue de un equipo muy reducido sin los recursos necesarios para continuar con la búsqueda.
Los hallazgos hasta 2011 sugieren que existen objetos metálicos a una profundidad de 3 metros, sobre roca, en la ubicación donde el armazón fue visto por última vez en 1976.  Es probable que sean los restos del trineo aerotractor de Mawson, pero aún está por confirmarse.